# Гряка (комуна)
Гряка (рум. Greaca) — комуна у повіті Джурджу в Румунії. До складу комуни входять такі села (дані про населення за 2002 рік):
- Гряка (2048 осіб)
- Збою (361 особа)
- Пуцу-Греч (434 особи)

Комуна розташована на відстані 41 км на південний схід від Бухареста, 37 км на північний схід від Джурджу.

## Населення
За даними перепису населення 2002 року у комуні проживали 2843 особи.
Національний склад населення комуни:
| Національність | Кількість осіб | Відсоток |
| -------------- | -------------- | -------- |
| румуни         | 2832           | 99,6%    |
| цигани         | 9              | 0,3%     |
| італійці       | 1              | < 0,1%   |
| китайці        | 1              | < 0,1%   |

Рідною мовою назвали:
| Мова       | Кількість осіб | Відсоток |
| ---------- | -------------- | -------- |
| румунська  | 2834           | 99,7%    |
| циганська  | 7              | 0,2%     |
| італійська | 1              | < 0,1%   |
| китайська  | 1              | < 0,1%   |

Склад населення комуни за віросповіданням:
| Релігія        | Кількість осіб | Відсоток |
| -------------- | -------------- | -------- |
| православні    | 2820           | 99,2%    |
| п'ятдесятники  | 18             | 0,6%     |
| греко-католики | 2              | 0,1%     |
| римо-католики  | 1              | < 0,1%   |
| мусульмани     | 1              | < 0,1%   |
| унітарії       | 1              | < 0,1%   |